# Honda 1300

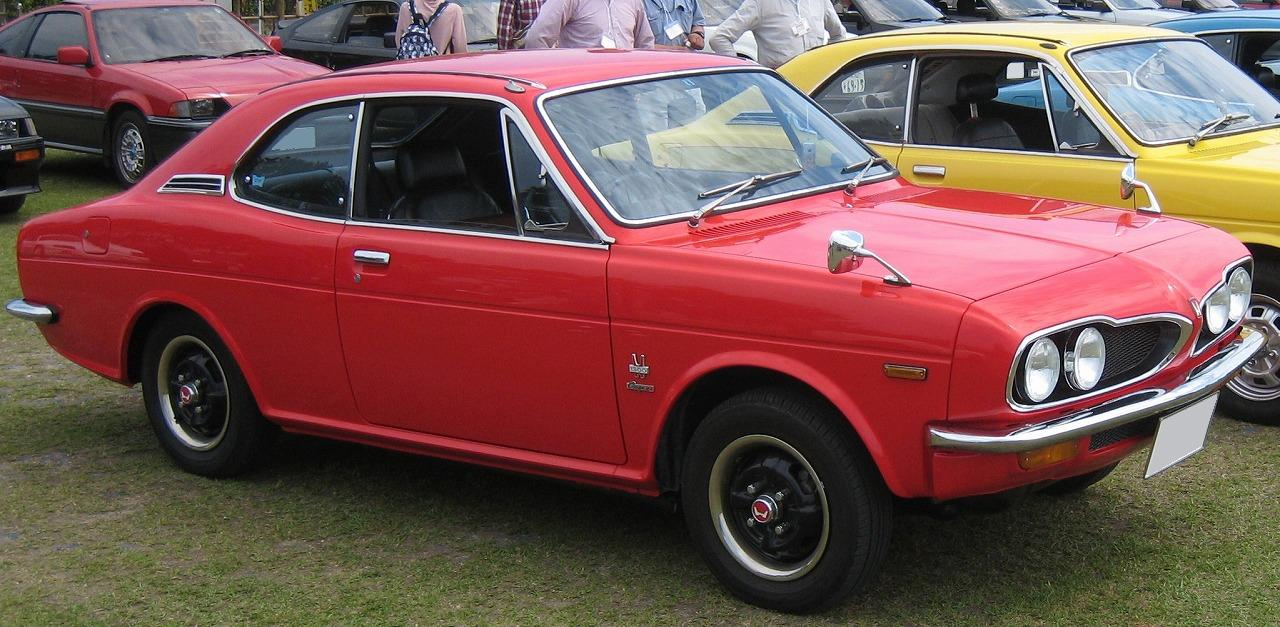
Honda 1300 Coupé 7 S

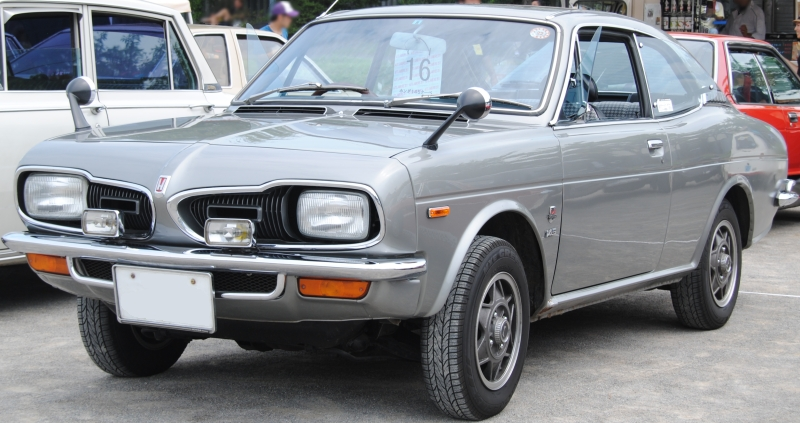
Honda 145 GL Coupé

El Honda 1300 fue un automóvil producido por Honda desde 1969 hasta 1973. En esa época fue el modelo de automóvil más grande producido por dicha empresa; tenía un diseño de tracción delantera y fue lanzado como sedán y cupé, destinado principalmente para competir con el Toyota Corona y el Nissan Bluebird. El ambicioso proyecto liderado por Soichiro Honda se enfrentó a dos problemas que impidieron su éxito: los retrasos en la investigación y el alto precio del vehículo frente a la competencia. Sin embargo, las lecciones aprendidas del proyecto 1300 llevaron al éxito del Honda Civic, lanzado en 1972, y al sucesor natural del 1300, el Honda Accord, lanzado en 1976.
Durante el desarrollo del proyecto se realizaron cambios al diseño en múltiples ocasiones, a veces a diario, lo que obstaculizó los esfuerzos en la línea de producción. Soichiro Honda se mantuvo firme en su idea de que el motor necesitaba ser refrigerado por aire en lugar de agua, afirmando que "ya que los motores refrigerados por agua eventualmente utilizan aire para enfriar el agua, podemos aplicar la refrigeración por aire desde el principio."
En mayo de 1969 se dieron a conocer las especificaciones finales y los precios para el mercado japonés. Originalmente había dos versiones del motor: el conocido como "Serie 77", con un solo carburador, con una potencia de 100 CV (74 kW), y el "Serie 99", con cuatro carburadores y una potencia de 115 CV (85 kW). El automóvil menos potente fue catalogado y ofrecido con cuatro niveles de equipamiento, de los cuales los tres primeros también estaban disponibles para el motor de cuatro carburadores. El precio impuesto por el fabricante iba de los 488 000 ¥ para el "Serie 77" con el acabado de entrada salón (estándar) hasta los 710 000 ¥ para el "Serie 99" con acabado salón personalizado. La transmisión automática y el aire acondicionado eran opcionales. Seis de las siete versiones ofrecidas eran de coste razonable, por encima del Toyota Corolla 4 puertas deluxe, cuyo precio rondaba los 520 000 ¥. Por este precio Toyota incluía la entrega en la zona de Tokio.
El Honda 1300 fue presentado en el Tokio Motor Show en octubre de 1968, pero su producción no comenzó hasta los primeros meses de 1969 y salió a la venta en Japón en mayo de ese año. Su lanzamiento fue retrasado un par de meses porque el presidente de la compañía, Soichiro Honda, encontraba que el diseño presentado en el Tokio Motor Show era inaceptablemente soso y pidió a sus ingenieros que lo cambiaran. Los comentaristas de la época señalaron que el Honda 1300 tenía muchas similitudes estéticas con el Pontiac Firebird, como las tomas de aire Split en la parte delantera. Muchos sugieren que el diseño del Honda se vio influido por la afición de su jefe por su Pontiac.
A pesar del entusiasmo de los concesionarios estadounidenses de Honda, el 1300 no se vendió en los Estados Unidos. Tampoco hay pruebas de cualquier esfuerzo sostenido para venderlo en Europa. Los ejemplares que sobreviven a día de hoy aparecen en su mayoría en los países ribereños del Océano Pacífico. En términos europeos, el tamaño y las dimensiones de su motor lo colocan en el sector competitivo de las pequeñas berlinas familiares de 1300 cc, aunque con sus 1400 mm de anchura fue seleccionado con el fin de entrar en la categoría de impuesto más bajo en el mercado japonés; fue significativamente inferior a la norma europea representada por los coches, como el Ford Escort de la época.

## Tren de rodaje
El coche emplea dirección de cremallera y piñón. En la parte delantera tenía frenos de disco, con frenos de tambor traseros controlados a través de un sistema hidráulico de dos líneas. El coche monta suspensión independiente, empleando puntales MacPherson en la parte delantera y una inusual combinación de ejes oscilantes de ancho completo y muelles semielípticos sobre resorte en la parte trasera. La suspensión delantera se ha modificado sustancialmente después de la presentación inicial del coche: los coches de producción tienen incorporada la geometría de la suspensión delantera, una relación de dirección más baja y un amortiguador de dirección modificado, destinado a reducir la inusualmente fuerte propensión de auto-centrado, que era una característica de los coches de la preproducción originalmente presentados a los periodistas. Los coches vendidos también incorporaron una caja de cambios actualizada y relaciones finales junto con las ruedas re-clasificadas.

## El motor

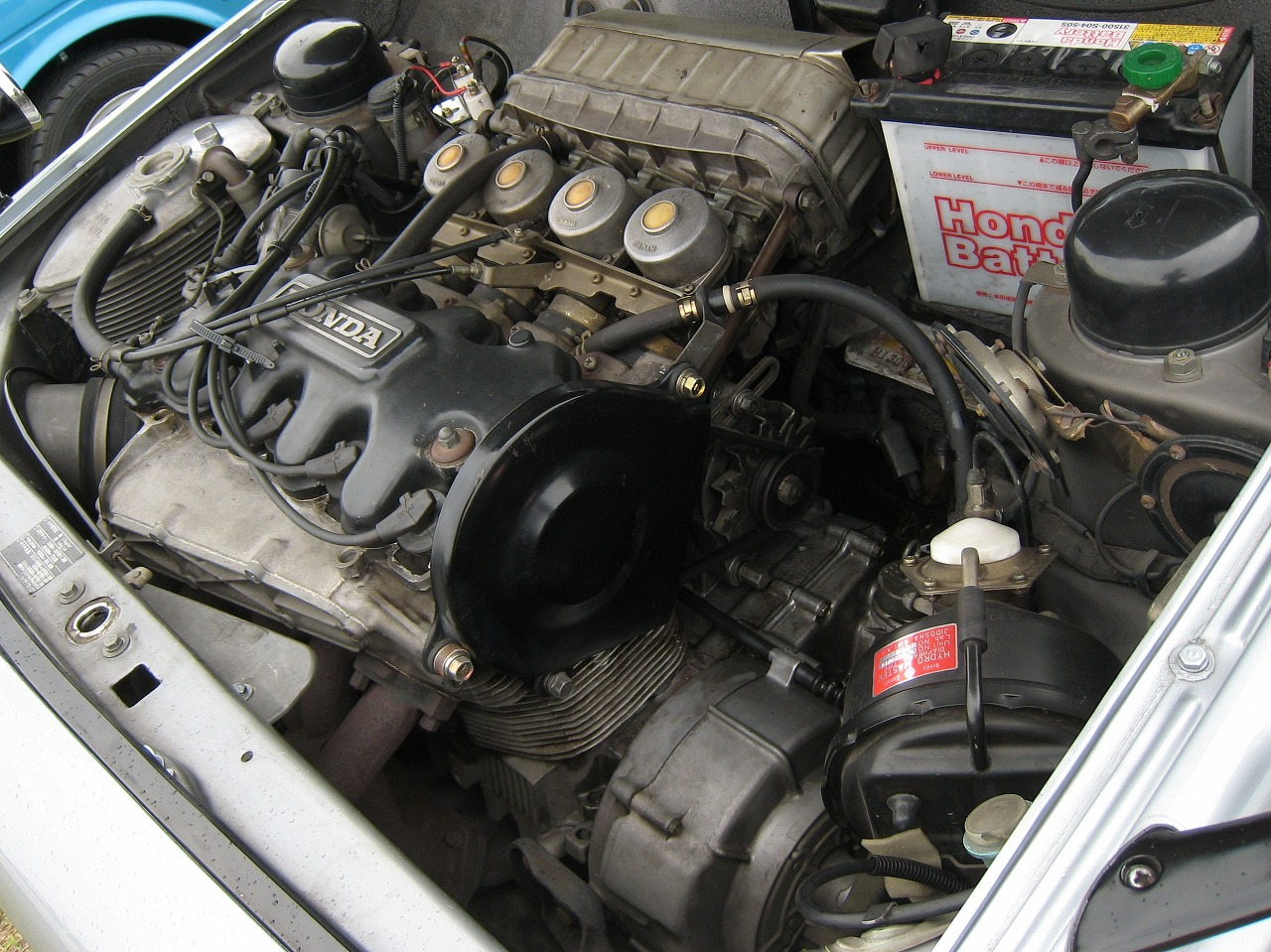
Motor 99 con cuatro carburadores

El motor era un SOHC refrigerado por aire, con un ventilador conectado al volante de inercia para filtrar el aire frío a través del bloque del motor, etiquetado como DDAC o Duo Dyna Air Cooling. Este aire caliente y el aire caliente adicional de alrededor del colector de escape se utilizan para calentar el habitáculo, un nuevo enfoque que no se utiliza comúnmente hoy en día. Hideo Sugiura, el entonces el jefe del Centro de I+D, miró hacia atrás sobre el sentimiento de la época:
 "Hemos tenido un poderoso fundador de la empresa, el Sr. Honda, que estaba en la cima de la operación de ingeniería. Él también tenía experiencia, que había adquirido a través de una serie de enormes éxitos. Al tener un líder así, el sentimiento en la empresa era que teníamos de verlo todo por el camino, sin importar adónde el camino nos pueda llevar. No iba a rendirse de ninguna manera; no podíamos renunciar a medio camino."
"Racionalizando la construcción voluminosa del motor refrigerado por aire y con el silencio de un motor refrigerado por agua, crearéis la planta motriz ideal..." Con este concepto en mente, los ingenieros de investigación trabajaron sin descanso para lograr su ideal. Fue a partir de este proceso agotador de ensayo y error que el motor refrigerado por aire dual integrado DDAC se logró. El primer prototipo fue terminado en julio de 1968, después de lo cual realizaron las pruebas de rendimiento dinámico, las mediciones de temperatura y otras evaluaciones básicas.
En una desviación de la práctica anterior Honda del uso de los rodamientos de rodillos en el eje motor, el motor de 1300 tuvo casquillos de fricción más convencionales. El motor instalado en el 77 sedán y cupé 7 tenía un solo carburador Keihin y desarrollaba una potencia de 100 CV (74 kW), mientras que el motor que alimentaba el 99 sedán y Cupé 9 estaba equipado con cuatro carburadores Keihin y desarrollaba una potencia de 115 CV (85 kW) a 7300 rpm.
Inicialmente los fabricantes de la competencia y la prensa especializada se mostraron escépticos con la relación de la potencias de salida del Honda, pero los que lo condujeron informaron que el motor aceleraba ágil hasta las 8000 rpm y ofrecía un rendimiento notable para un 1300 cc. Que la prueba de aceleración de un cuarto de milla la realizase en 17,2 segundos se consideró irrazonable. El motor tenía un diseño de cárter seco con un sistema de alimentación de aceite a presión desde un tanque. Una bomba de combustible eléctrica fue otra de las novedades de alta tecnología que con el tiempo sería común. El sistema eléctrico era otra cosa; tenía dos conjuntos redundantes de cableado, uno en cada lado del coche.

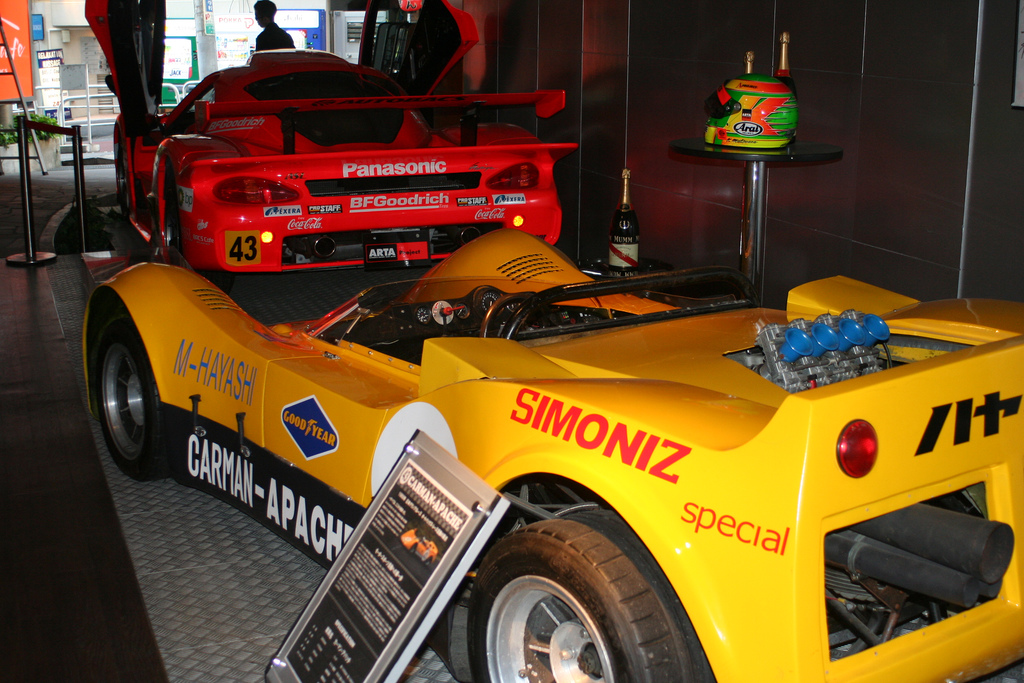
El Carman-Apache de carreras de 1969

El carácter de altas revoluciones y el sistema de cárter seco hicieron que el motor de 1300 fuera ser algo natural para las carreras, y pronto el RSC (Racing Service Club, departamento de competición de Honda) instaló el motor central en un chasis tubular enmarcado Honda R·1300. A continuación, en el GP de Japón de 1969, el Can-Am Carman-Apache de estilo similar hizo su debut en competición, con un motor Honda 1300 potenciado a 135 CV a 7000 rpm montado transversalmente en el medio. El peso fue apenas de 490 kg. El coche solo hizo 29 vueltas de las 120, antes de retirarse, pero continuaron para competir con algún éxito modesto hasta el año siguiente.

### DDAC
El DDAC (Duo Dyna Air Cooling system: sistema de enfriamiento de aire de doble dinámica) (en japonés: DDAC), era el nombre del sistema de refrigeración de aire presentado por Honda en 1968. Tenía una estructura de doble pared, como refleja su nombre.
En este motor, la "camisa de agua" refrigeradora se combinó con el concepto de motor refrigerado por aire; la pared exterior del bloque de cilindros es parte de la estructura en dos moldes de fundición. Tiene el paso de aire de refrigeración en el espacio donde el refrigerante fluiría en un motor refrigerado por agua. Un ventilador impulsa aire frío a través de los conductos, mientras que otro ventilador ayuda a evacuar el aire caliente desde el motor. Aunque era un motor construido totalmente de aluminio, el peso se incrementó en función al diseño habitual refrigerado por aire.

## Sustitución
El H1300 proporcionó el shock necesario para cambiar la estructura operativa de Honda. Bajo el nuevo sistema, Honda introdujo la refrigeración por agua en el Honda Life y Honda Civic para nuevos automóviles pequeños y vehículos de pasajeros. El Civic, que estaba equipado con un motor CVCC de emisiones contaminantes muy bajas, atrajo la atención del mundo al enfoque de ingeniería de Honda.
Las personas involucradas en el proyecto H1300 acordaron por unanimidad que el dolor del fracaso contribuyó en gran medida al desarrollo de exitosos modelos de automóviles de Honda posteriores, en el futuro. En 1973, el 1300 fue sucedido por el técnicamente interesante Honda 145, que se ofreció como un sedán o un cupé. El chasis del 145 cambió poco respecto al del 1300, pero fue alimentado ahora por un motor de 1433 cc refrigerado por agua con inyección en lugar de carburación, la inspiración para el nombre del coche. El mercado no se entusiasmó con el 145: solo 9736 fueron producidos, ya que rápidamente se vio eclipsado por el nuevo Honda Civic (73-79) y el 145 terminó su producción en octubre de 1974.
Una versión cupé no se produciría de nuevo por Honda hasta 1978, cuando lanzaron el Honda Prelude.